# Сантора, Филипп
Филипп Сантора (англ. Philip J. Santora; 29 июля 1911 года — 28 марта 1993 года) — американский журналист издания Daily News, удостоенный в 1959 году Пулитцеровской премии за международный репортаж.

## Биография
Филипп Сантора родился в 1911 году на Манхэттене в Нью-Йорке, где поступил в Сиракузский университет. Позднее он перевёлся в университет Нью-Йорка. В 1933 году Сантора окончил магистратуру в Сорбонне. Первые годы своей карьеры служил инструктором по боксу и клерком в госпитале. Его первым местом работы в качестве журналиста стал «New York Mirror», куда юноша устроился посыльным в редакцию в 1938 году (по другим данным — в 1936-м). Во время Второй мировой войны он присоединился к Разведывательному армейскому управлению. Вернувшись в США, в 1954 году он присоединился к штату Daily News, где прослужил почти двадцать лет. Одним из основных его достижений в качестве репортёра стала полученная совместно с Джозефом Мартином в 1959-м Пулитцеровская премия за серию репортажей о режиме правительства Фульхенсио Батисты на Кубе. В 1970 и 1973 году корреспондент был также удостоен награды Силурийского пресс-клуба. Кроме того, Сантора вёл писательскую карьеру, в частности, он специализировался на юмористических рассказах, основанных на его работе интервьюера. Наиболее удачные произведения легли в основу изданной в 1969 году книги «Животные и статуи, с которыми я беседовал» (англ. «Animals and Statues I Have Interviewed»).